# Courgeoût
Courgeoût är en kommun i departementet Orne i regionen Normandie i nordvästra Frankrike. Kommunen ligger i kantonen Bazoches-sur-Hoëne som tillhör arrondissementet Mortagne-au-Perche. År 2022 hade Courgeoût 460 invånare.

## Befolkningsutveckling
Antalet invånare i kommunen Courgeoût
| Referens: INSEE |